# Blinkenlights
Blinkenlights är en hackerbenämning på de blinkande lamporna som fanns på äldre datorer. Benämningen populariserades genom en text på fusktyska som brukade sättas upp i datorhallar:
ACHTUNG!
ALLES TURISTEN UND NONTEKNISCHEN LOOKENPEEPERS!
DAS KOMPUTERMASCHINE IST NICHT FÜR DER GEFINGERPOKEN UND MITTENGRABEN! ODERWISE IST EASY TO SCHNAPPEN DER SPRINGENWERK, BLOWENFUSEN UND POPPENCORKEN MIT SPITZENSPARKSEN.
DER MASCHINE IST DIGGEN BEI EXPERTEN ONLY!
IST NICHT FÜR GEWERKEN BEI DUMMKOPFEN.  DER RUBBERNECKEN SIGHTSEEREN KEEPEN DAS COTTONPICKEN HÄNDER IN DAS POCKETS MUSS.
ZO RELAXEN UND WATSCHEN DER BLINKENLICHTEN.
Texten existerade redan 1955 hos IBM och var internationellt känd på 1960-talet. I Tyskland skrevs en liknande text men på fuskengelska istället.
ATTENTION
This room is fullfilled mit special electronische equippment. Fingergrabbing and pressing the cnoeppkes from the computers is allowed for die experts only!
So all the “lefthanders” stay away and do not disturben the brainstorming von here working intelligencies. Otherwise you will be out thrown and kicked anderswhere!
Also: please keep still and only watchen astaunished the blinkenlights.